# Heteropoda bonthainensis
Heteropoda bonthainensis là một loài nhện trong họ Sparassidae.
Loài này thuộc chi Heteropoda. Heteropoda bonthainensis được Anna Maria Sibylla Merian miêu tả năm 1911.